# Ютановське городище
50°30′ пн. ш. 37°48′ сх. д. / 50.5° пн. ш. 37.8° сх. д.
Ютановське городище — археологічний комплекс Салтівської культури. Розташовано на правому березі річки Оскіл у Волоконовському районі Бєлгородської області. Назву має по селу Ютановка (морд. ютамо — «прохід», «перехід» ). Комплекс має у своєму складі городище, три селища (Ютановка I, Ютановка II, Середньо-Луб'янське), селище металургів, і два катакомбні могильники (Ютановський та Нижньолуб'янський). На території комплексу розташовувався, можливо, найбільший для того часу у Східній Європі металургійний центр. На основі досліджень залишків сиродутного горна специфічної конструкції комплексу, було отримано чітке уявлення про будову чорнометалургійного горна у населення Салтівської культури лісостепової зони.

## Загальна характеристика пам'ятника
В 1926 році пам'ятник було розкопано експедицією під орудою С. М. Зам'ятніна. Досліджували в 1981—1984 рр. під орудою Г. Є. Афанасьєва. На дослідженій площі Ютановського комплексу (1440 м²) було виявлено чотири житлових споруди (одна вивчена на городище, три — на селищі).
На городище виявлена значна виробнича зона з 92 ремісничими спорудами. З них 3 гончарних майстерень і 25 залізоробних горен, інші споруди відносять до повного чорнометалургійного циклу. До городища впритул прилягають три поселення площею близько 6 га.
У Ютановському могильнику виявлено свинцеві кистені, а на городище також кам'яний обушок яйцеподібної форми, з наскрізним каналом.
За оборонні споруди використовували дерев'яні конструкції без застосування каменю або сирцевої цегли.
За припущенням істориків саме на території цього села близько десяти століть тому знаходилося стародавнє місто Арса — столиця Арсанії.

## Металургійний комплекс
На Ютановському селищі, яке досліджували в 1979 р, знайдено всього одне горно, але огляд ділянки пам'ятки, зруйнованого дорогою, свідчить про більшу їх кількість. Це, поряд з наявністю виробничої ями, говорить про роботу «на замовлення», тобто про початковий етап виділення цього виду діяльності у самостійне ремесло — його відокремленні.
Ютановський металургійний комплекс виділяють серед пунктів чорної металургії Салтівської культури за кількістю досліджених виробничих металургійних споруд, їхньою типологією, рівнем розвитку металургійного виробництва. Він був одним з найбільших центрів металургійного виробництва Салтівської культури, які постачали продукцію для ковальської обробки.
Металургійний комплекс розташовано в околицях Ютановського городища, у найвигіднішій точці перетину транспортної мережі долини Оскола з мережею шляхів сполучення басейну Сіверського Дінця, з одного боку, і з мережею доріг Тихої Сосни — Дон, з іншого (Афанасьєв, 1993), на захід за 50 -100 км річка Ворскла, що впадає в Дніпро, все це дозволяло постачати продукцію металургійного виробництва та продукцію металообробки на ринок збуту.
Металурги при виробництві металу застосовували в основному сиродутні горни I типу, основним конструктивним елементом якого є колбоподібний тигель.
Стаціонарна, спеціалізована, з цілорічним функціонуванням чорнометалургійна майстерня з сиродутним горном I типу призначалася для виплавки металу в приміщенні, коли поза приміщенням були несприятливі для металургійного виробництва кліматичні умови.
Сиродутні горни Ютановського металургійного комплексу, витоки яких йдуть в історію тюрків, виявлені на аланській археологічній пам'ятці. Можливо, в II половині VII століття по Р. Х., між Осколом і Сіверським Дінцем розселяється чергова тюркська переселенська «хвиля», яка прийшла зі східних областей Тюркського каганату, яка і довела початкові конструкції сиродутних горнів до високого рівня.
Таким чином в околицях сучасної Ютановки розташовувався найбільший для того часу у Східній Європі металургійний центр Салтівської культури, основу якого складали унікальні чорнометалургійні технічні установки, не тільки не мають собі рівних, але і дозволяють розглядати салтівське металургійне виробництво як особливу галузь господарства — ремесло, диференціація всередині якого проходила в залежності від виду вихідного продукту.